# Steinheuterode
Steinheuterode là một đô thị ở huyện Eichsfeld, bang Thüringen. Đức. Đô thị này có diện tích 2,53 km2, dân số 281 người. Đô thị này nằm ở độ cao 316 m ở thung lũng núi Steinberg và bao quanh bởi rừng.
Đô thị này được nêu trong tài liệu vào năm 1228, lúc đó có tên Hauwerterode.